# Dangun
Dangun Wanggeom foi o lendário fundador e deus-rei de Gojoseon, o primeiro reino coreano, próximo da atual Liaoning, Manchúria e da Península da Coreia. Dizem que ele é o "neto do céu" e e "filho de um urso".